# Sports Illustrated
Sports Illustrated (kurz SI) ist eine US-amerikanische, früher wöchentlich, mittlerweile monatlich erscheinende Sportzeitschrift. Sie wurde erstmals am 16. August 1954 herausgegeben. Die Sports Illustrated  gehörte lange Jahre zu Time Inc., einem Tochterunternehmen des Medienunternehmens Time Warner, und wurde früher von durchschnittlich 23 Millionen Menschen gelesen. Nach der Übernahme von Time Warner durch die Meredith Corporation wurde das Magazin 2019 für 110 Mio. $ an Authentic Brands Group (ABG) verkauft, diese verkaufte es an Maven, später umbenannt in Arena Group, der Kaufpreis war in 10 jährlichen Raten a 15 Mio. $ zu bezahlen. Die Zeitschrift wählt jährlich den Sportler des Jahres in den Vereinigten Staaten.
Im Januar 2024 versäumte die Arena Group eine vierteljährliche Lizenzzahlung, was dazu führte, dass ABG die Lizenz des Unternehmens kündigte. Arena wiederum entließ die gesamte Redaktion.
Im März 2024 vergab ABG die Lizenzrechte im Rahmen eines 10-Jahres-Vertrags an Minute Media und kündigte gemeinsam an, dass die Print- und Digitalausgaben durch die Neueinstellung einiger Redaktionsmitarbeiter wiederbelebt würden.
Die einmal jährlich erscheinende Sports Illustrated Swimsuit Issue wurde erstmals 1964 veröffentlicht. Sie zeigt Models und Sportlerfrauen in Bikinis an exotischen Orten. Models wie Heidi Klum, Paulina Porizkova und Tyra Banks schafften ihren Durchbruch in der Modeindustrie mit der Coverzierung des Magazins.

## Geschichte
Zwei andere Magazine wurden unter diesem Namen in den 1930er und 1940er Jahren gestartet, aber beide scheiterten schnell. Danach gab es kein landesweit vertriebenes Sportmagazin in den Vereinigten Staaten. TIME-Verleger Henry Luce überlegte, ob sein Unternehmen diese Lücke füllen sollte. Einige Berater – inklusive Ernest Havemann vom Life Magazine – versuchten, ihn von der Idee abzubringen, aber nach seiner Meinung war der richtige Zeitpunkt dafür gekommen, er erwarb die Rechte an dem Namen Sports Illustrated für 10.000 US-Dollar. Der Aufschwung des amerikanischen landesweiten Profisports und die Auflagenzunahmen von Sports Illustrated haben sich gegenseitig beeinflusst.
Im Dezember 2023 wurde bekannt, dass Sports Illustrated Artikel veröffentlicht hat, die von Künstlicher Intelligenz (KI) erzeugt wurden. Den Artikeln beigestellt waren gefälschte Autoren-Biographien und KI-generierte Fotos. Anschließend wurden mehrere Topmanager der Arena Group und der Geschäftsführer Ross Levinsohn entlassen.

## Spin-Offs
Ableger des Magazins sind oder waren:
- Sports Illustrated Kids
- Sports Illustrated Almanac annuals
- Sports Illustrated Australia
- Sports Illustrated Canada
- Sports Illustrated Presents
- CNNSI.com
- Sports Illustrated Women
- Sports Illustrated on Campus
- Sports Illustrated Online
- Esports Illustrated

## Sports Illustrated auf Deutsch
Kouneli Sports brachte 2021 eine deutsche Ausgabe von Sports Illustrated, die erste internationale Lizenzausgabe, auf den Markt. Die digitale Ausgabe sportsillustrated.de startete im Herbst 2021, im Dezember folgte die Printausgabe mit einer Startauflage von 100.000 Exemplaren, die in Deutschland, Österreich und der Schweiz vertrieben wurde. Die Verlagsmutter Kouneli Holding gibt seit 2019 ebenfalls den deutschen Playboy heraus. Herausgeber der SI wurde Florian Boitin, Christoph Landsgesell der Chefredakteur. Sie kündigten an, etwa zu gleichen Anteilen eigene und aus der US-Ausgabe übernommene Inhalte zu bringen.